# Hesperoptenus tickelli
Hesperoptenus tickelli là một loài động vật có vú trong họ Dơi muỗi, bộ Dơi. Loài này được Blyth mô tả năm 1851.